# Jedem das Seine

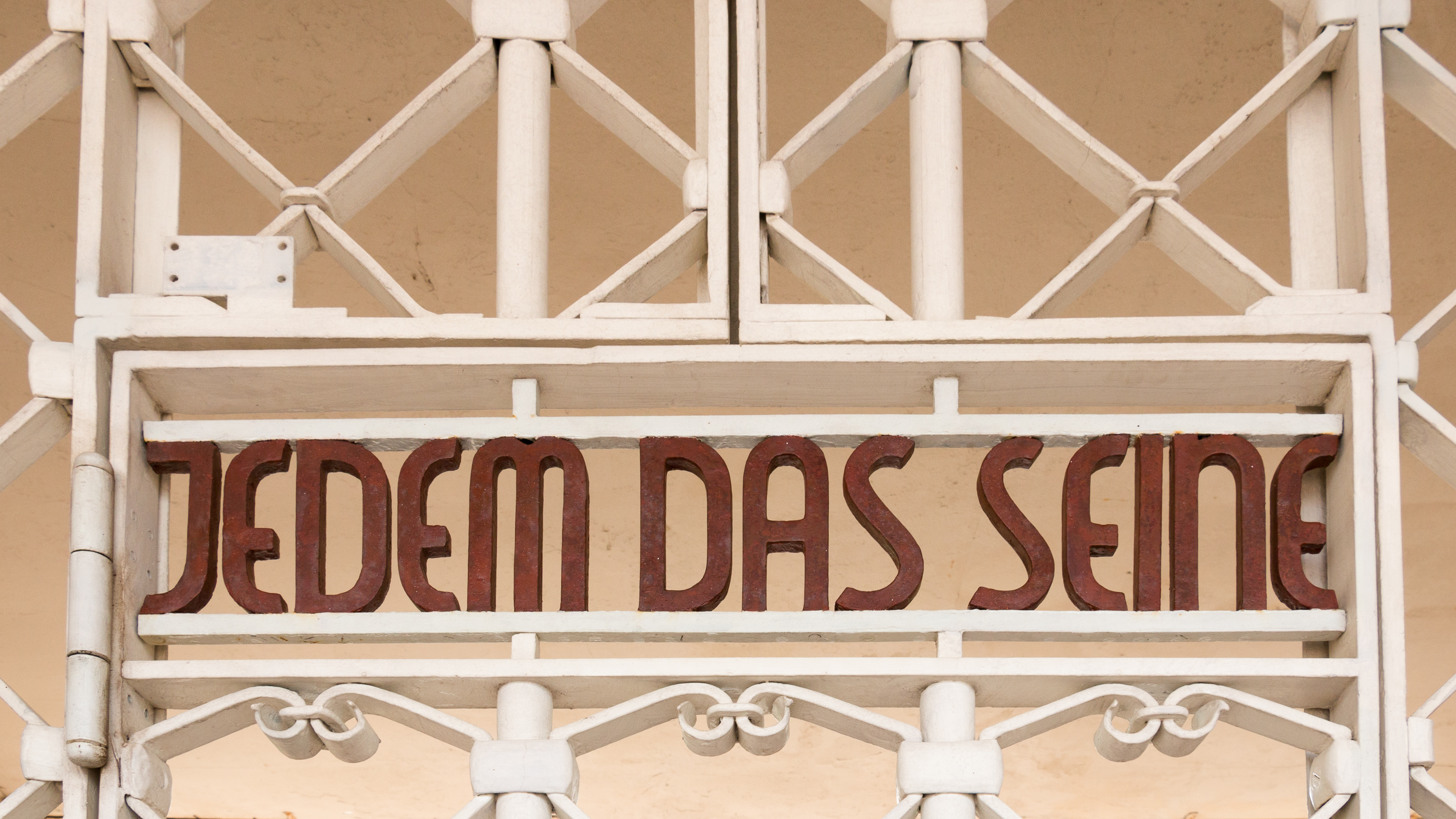
Jedem das Seine

Jedem das Seine – niemiecki idiom, będący tłumaczeniem łacińskiej frazy Suum cuique, na język polski można to przetłumaczyć jako każdemu co mu się należy. Zdanie to znajdowało się nad wejściem do obozu koncentracyjnego w Buchenwaldzie. Napis ten, w przeciwieństwie do innych znajdujących się nad bramami obozów, był skierowany tak, aby odczytanie go było możliwe podczas opuszczania obozu, a nie wchodzenia do niego. Bramę, w tym krój użytych liter, zaprojektował Franz Ehrlich, były uczeń szkoły artystycznej Bauhausu, więziony w tym samym obozie za komunistyczne poglądy.

## Historia
Wczesne użycia niemieckiego tłumaczenia znaleźć można już w dziełach Marcina Lutra i Johanna Sebastiana Bacha (kantata Nur jedem das Seine). Powojenne zastosowanie frazy w np. hasłach reklamowych ESSO czy Tchibo, nie zyskało większej popularności poprzez jej kontrowersyjność.